# الحرب الأهلية (مسلسل)
الحرب الأهلية فيلم وثائقي تم إنشاؤها بواسطة كين بيرنز حول الحرب الأهلية الأمريكية. تم بثه لأول مرة في برنامج تلفزيوني على خمس ليال متتالية من 23-27 سبتمبر، 1990. شاهد ما يقرب من 40 مليون مشاهد أثناء البث الأولي، مما يجعل من البرنامج الأكثر مشاهدة على الإطلاق على الهواء في برنامج تلفزيوني.
حصل فيلم الحرب الأهلية (The Civil War) على أكثر من أربعين جائزة من جوائز الأفلام والتلفزيون الكبرى، بما فيها جائزتان منجوائز إيمي، وجائزتان من جوائز جرامي، جائزة أفضل منتج للعام من رابطة المنتجين الأمريكية، وجائزة اختيار الجمهور، وجائزة بيبودي، وجائزة ديبونت كولومبيا، وجائزة دي دبليو جريفيث، وجائزة لينكولن بقيمة 50,000
وجه الثناء من الرئيس جورج بوش الأب.

## روابط خارجية
- الحرب الأهلية على موقع IMDb (الإنجليزية)
- الحرب الأهلية على موقع ميتاكريتيك (الإنجليزية)
- الحرب الأهلية على موقع الموسوعة البريطانية (الإنجليزية)
- الحرب الأهلية على موقع روتن توميتوز (الإنجليزية)
- الحرب الأهلية على موقع نتفليكس (الإنجليزية)
- الحرب الأهلية على موقع ألو سيني (الفرنسية)
- الحرب الأهلية على موقع أول موفي (الإنجليزية)
- الحرب الأهلية على موقع فيلمافينيتي (الإسبانية)
- الحرب الأهلية على موقع ليتربوكسد (الإنجليزية)
- الحرب الأهلية على موقع كينوبويسك (الروسية)